# Вазовский машиностроительный завод
Вазовский машиностроительный завод (болг. Вазовски машиностроителни заводи) — предприятие военно-промышленного комплекса Болгарии в городе Сопот.

## История
9 июля 1936 года в городе Сопот началось строительство завода по производству артиллерийских боеприпасов. Оборудование для предприятия было получено из нацистской Германии.
В сентябре 1939 году был произведён пробный запуск завода (численность рабочих на котором составляла 703 человека).
Официальное открытие завода состоялось 12 июля 1940 года, вслед за этим завод начал производство взрывателей, ручных гранат, а также 22-мм осколочно-фугасных снарядов, 75-мм снарядов, 105-мм снарядов к немецким орудиям «Krupp» и 122-мм гаубичных снарядов.
Во время второй мировой войны 1 марта 1941 года Болгария присоединилась к пакту «Рим — Берлин — Токио», 2 марта 1941 года немецкие войска вошли на территорию страны. В дальнейшем, при помощи немцев заводом было освоено производство артиллерийских мин к миномётам немецкого производства.
9 сентября 1944 года Болгария перешла на сторону стран Антигитлеровской коалиции, в дальнейшем до конца войны завод производил боеприпасы для болгарских войск.
10 декабря 1948 года завод был передан в ведение министерства промышленности, включён в состав производственного объединения "Металхим" (Държавно индустриално обединение "Металхим") и освоил производство товаров гражданского назначения.
В 1950 году был построен заводской Дом культуры.
14 мая 1955 года Народная Республика Болгария вошла в Организацию Варшавского Договора, после чего завод освоил производство боеприпасов советского образца. Кроме того, по программе производственной кооперации стран СЭВ завод освоил производство агрегатов для электропылесоса «Тайфун» (который выпускал завод «Металлист» города Серпухов Московской области).
В 1986 году, в юбилейный год 50-летия завода был открыт музей истории предприятия.
В начале 1990х годов правительство Болгарии приняло решение о реструктуризации экономики на основе закона «О трансформации и приватизации государственных и муниципальных предприятий», после чего 12 ноября 1991 года государственное предприятие было реорганизовано в общество с ограниченной ответственностью, а 25 ноября 1997 года — в акционерное общество. До 1990 года в основном производстве участвовало около 25 тыс. человек (инженерно-технические специалисты, технологи и высококвалифицированные рабочие). После реорганизации и конверсии объёмы выпускаемой военной продукции сократились на 60 %, а число занятых к 2004 году уменьшилось более чем в два раза.
В начале 2000х годов на заводе начали разрабатывать рецептуру термобарической смеси для снаряжения термобарических боеприпасов, первые результаты оказались не вполне удовлетворительными (поскольку срок хранения смеси не превышал 10 лет), и в 2011 году начались работы по усовершенствованию её состава, в 2013 году заводом была представлена улучшенная смесь.
Начавшийся в 2008 году всемирный экономический кризис осложнил положение в экономике Болгарии, и 27 января 2011 года правительство страны разрешило приватизацию предприятия инвестором, который представит план деятельности завода на следующие три года и выполнит другие условия соглашения с правительством.
14 апреля 2015 года взорвался склад предприятия в районе села Иганово, мощность взрыва составила около 1 тыс. тонн тротила.
В марте 2016 года правительство Болгарии включило завод в перечень 11 стратегических предприятий военно-промышленного комплекса страны.
В ноябре 2017 года численность рабочих завода составляла 4500 человек.

## Современное состояние
Завод является крупнейшим производителем боеприпасов в Болгарии, он производит 122-мм реактивные снаряды к РСЗО «Град», 57-мм авиационные НУРС (С-5КО и С-5КП), переносные зенитные ракетные комплексы «Стрела-2М, −3 и −3М»; переносные противотанковые ракетные комплексы «Малютка», 100-мм ПТУР «Бастион» (3УБК10-1); осколочные, осколочно-фугасные и кумулятивные снаряды калибров 85-152 мм для гладкоствольного и нарезного оружия; выстрелы к РПГ-7, РПГ-22, СПГ-9, 73-мм орудию 2А28 «Гром», механические и электронно-механические запалы, а также имеет лицензию на выпуск комплекса «Игла-1Э».

## Награды
- Вазовский машиностроительный завод был награждён тремя орденами Георгия Димитрова (изображения которых укреплены над входом на территорию предприятия).